# Academia de San Carlos
Para la academia española, véase Real Academia de Bellas Artes de San Carlos.
La Academia de San Carlos es un edificio histórico perteneciente a la Universidad Nacional Autónoma de México que alberga a la División de Estudios de Posgrado de la Facultad de Artes y Diseño de dicha institución. Se encuentra localizada en la calle de Academia número 22 esquina con la calle de Moneda, en el centro histórico de la Ciudad de México. El edificio en donde se ubica fue el Antiguo Hospital del Amor de Dios y remodelado en su aspecto actual a mediados del siglo XIX.
Fundada bajo el nombre de la Real Academia de San Carlos de las Nobles Artes de la Nueva España en el año de 1781 por el entonces Rey de España, Carlos III y a petición de las autoridades de la Casa de Moneda de la Nueva España, quienes veían en dicho fin principal el establecer una escuela de grabado en el entonces virreinato novohispano con la intención de mejorar la producción y acuñación de moneda al establecer dicha academia. Se inspiró su fundación en el modelo de la Real Academia de Bellas Artes de San Fernando de Madrid y fue la primera academia fundada en el continente americano, teniendo también en sus instalaciones el primer museo de arte que se inauguró en el continente Americano.
Las ramas principales que se impartieron en la academia fueron las de arquitectura, pintura y escultura. Tuvo una vida azarosa a lo largo del siglo XIX entre las revoluciones y guerras que sacudieron al país hasta comienzos del siglo XX y la actualidad, en que forma parte de la Universidad Nacional Autónoma de México. En sus instalaciones impartieron clases y estudiaron los más prestigiosos arquitectos, pintores y escultores del país educados bajo los modelos que predominaron en su momento.

## Historia

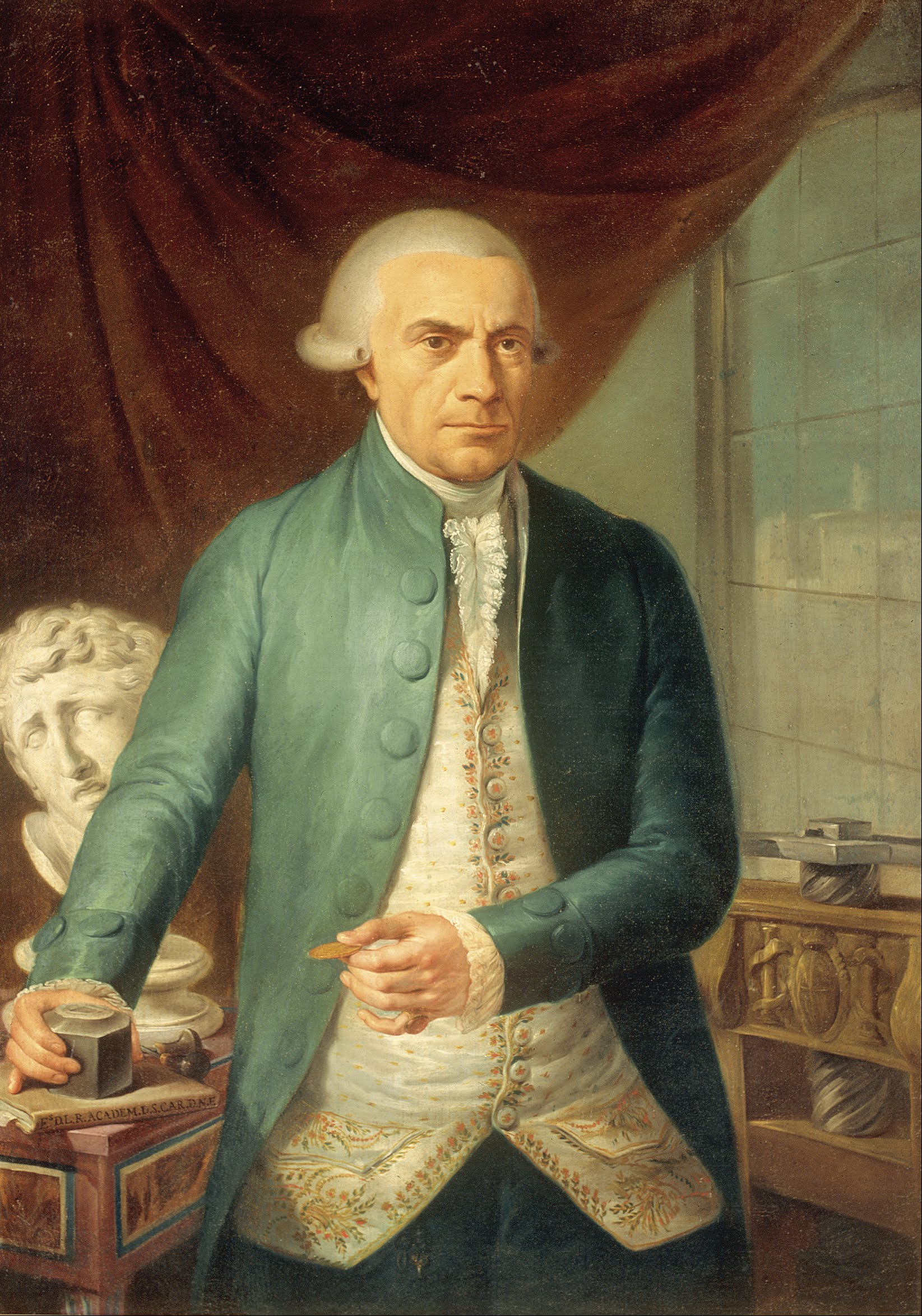
Retrato de Jerónimo Antonio Gil, fundador y primer director de la Academia, por Rafael Ximeno y Planes.

Los antecedentes de la Academia de San Carlos se remontan a partir de su fundación, cuando importantes artistas y arquitectos novohispanos solicitaban a las autoridades y al Rey de España la creación de una Academia en donde se impartieran el arte de la pintura y escultura. Tal es el caso que Miguel Cabrera, propone en el año de 1753 la necesidad de la creación de una Academia titulada como "Academia de la muy Noble e inmemorial Arte de la Pintura". Sin embargo, las solicitudes de él y varios artistas no fueron contestadas.
A principios del siglo XVIII en España se da el cambio de la dinastía de los Austrias a los Borbones, con lo cual se da un transformación política, económica, en el pensamiento y las artes. De acuerdo con las reformas llevadas a cabo por Carlos III, se crearon academias y escuelas de dibujo, además de la supervisión del trabajo que se realizaba en las Casas de Moneda.
Las monedas realizadas en la CECA de Nueva España tenían gozaban de un alto reconocimiento debido a su pureza de plata, diseño y grabado (ley), sin embargo, Carlos III, Rey de España tenía noticias sobre algunas irregularidades en las casas de moneda de América, por ello envía al grabador Francisco Casanova, académico de San Fernando en Madrid, a la Nueva España para hacerse cargo de la grabaduría mayor, sin embargo, esté comienza perder la vista y se nombra a Alejo Bernabé Madero como grabador honorario, ocasionando que el Rey nombre a alguien más que cuente con el grado de académico, siendo Gerónimo Antonio Gil a quien designa Grabador Mayor de la Real Casa de Moneda de la Nueva España el 15 de marzo de 1778.
Además de su nombramiento como Grabador Mayor y propietario de la Casa de Moneda, Gil tenía la encomienda de establecer una escuela de grabado, la cual estuvo inicialmente ubicada en la Casa de Moneda (actual Museo Nacional de las Culturas del Mundo) contando solamente con 7 alumnos; este, al ver el talento de los “naturales” además del interés y creciente población de alumnos, comienza a proyectar una academia de Bellas Artes (Báez Macías, Historia de la Escuela Nacional de Bellas Artes (Antigua Academia de San Carlos): 1781-1910, 2009), similar a la entonces Real Academia de las Nobles Artes de San Fernando en la capital de la metrópoli con el fin de mejorar todavía más la producción de monedas y contar con mejores arquitectos; para lo cual solicitó el apoyo de José Fernando Mangino, Superintendente de la Casa de Moneda y del monopolio del azogue, quienes presentaron al Virrey Martín de Mayorga (1779-1783) la iniciativa de crear una Academia para la enseñanza de las Bellas Artes.
El 25 de diciembre de 1783, Carlos III, Rey de España expidió la Cédula Real para la creación de la Real Academia de las Tres Nobles Artes de San Carlos, pero tres años después es que el documento llega a la Nueva España, por ello, el 4 de noviembre de 1785 se lleva a cabo la ceremonia de inauguración de cursos y abriendo sus puertas en el edificio de la Real Casa de Moneda.
Hacia el año de 1779, el tallador mayor de la Casa de Moneda, Jerónimo Antonio Gil, quien ya había solicitado la fundación de una escuela de grabado para mejorar la producción y acuñación del metal, también solicita a las autoridades de la Casa de Moneda, a las virreinales y al Rey de España la creación de una Academia similar a la entonces Real Academia de las Nobles Artes de San Fernando en la capital de la metrópoli con el fin de mejorar todavía más la producción de monedas y contar con mejores arquitectos. Así pues contando con aprobación, el día cuatro de noviembre de 1781 y en honor al rey Carlos III, se comienzan a impartir las clases bajo el nombre de Academia de las Tres Nobles Artes de San Carlos: arquitectura, pintura y escultura de la Nueva España. Dos años más tarde, es fundada por Real Cédula el día 25 de diciembre de 1783 bajo el nombre de Real Academia de San Carlos de las Nobles Artes, bajo el amparo de San Carlos Borromeo. Las clases comienzan a ser impartidas por Jerónimo Antonio Gil y, posteriormente, se envían maestros de la Academia de San Fernando para dirigir y enseñar las áreas que se impartían. La primera sede de la academia estuvo en el edificio que correspondió a la Casa de Moneda en donde se impartieron clases hasta el año de 1791.
Debido a la gran cantidad de alumnos, se propone a la Junta de Gobierno adquirir el solar conocido como Nilpantongo (actual Palacio de Minería), pero al no contar con los recursos suficientes, se optó por el Hospital del Amor de Dios el cual estaba ubicado en el centro de la ciudad y contaba con espacio suficiente, con la posibilidad de poder ensanchar el inmueble y disponer de dos casas aledañas; originalmente, el Hospital fue la cárcel del Arzobispado, ubicada a las afueras de la ciudad, pero ante la falta de un hospital donde se atendiera a los enfermos de bubas (sífilis), puesto que ninguno de los 3 hospitales existentes en la ciudad los recibía debido al alto índice de contagio, Fray Juan de Zumárraga en 1539 ocupó el espacio para fundar el Hospital del Amor de Dios, años después fue ampliado con las casas que habían sido del Colegio de las Niñas Indias; para 1554 era una construcción de dos pisos con varios patios cuadrangulares a cuyos lados se encontraban las enfermerías, oficinas de servicios y habitación de los capellanes (Brown, La Academia de San Carlos de la Nueva España: volumen I. Fundación y organización, 1976). Es suprimido como Hospital en 1786, quedando disponible para compra – venta; situación que acepto Gil llevando a la firma del contrato el 18 de julio de 1791, trasladando inmediatamente la Real Academia al Hospital.
Durante el movimiento de Independencia la Real Academia se queda sin protectores y benefactores, pues al ser una institución productiva de la Colonia deja de recibir el apoyo económico de la Corona iniciando su declive financiero con múltiples implicaciones. Hasta 1814, debido al buen manejo de sus recursos la Academia logra salir de sus gastos satisfactoriamente, sin embargo, como se va recrudeciendo la guerra, las cantidades que debían ser asignadas a la Academia por parte de los contribuyentes y que habían sido asignadas mediante cédulas reales ya no son entregadas pues es más importante entregar ese dinero para armas que a las artes.
El entonces director Rafael Ximeno, solicita audiencia con el Virrey Félix María Calleja del Rey para que intervenga en el asunto y obligue a las dependencias a entregar las cuotas adeudadas, argumentando las deplorable condición en la que se encuentran los profesores, alumnos y sus familias al no contar con sus salarios y pensiones. Al parecer no se obtiene respuesta alguna y para el 28 de febrero de 1815 recomienda al virrey el cierre de la Academia ante las dificultades económicas. En marzo se reúne la Junta de gobierno de la Academia y redacta una carta al virrey mencionando las virtudes de la institución, su papel en la sociedad, la importancia del arte mexicano, una vez más Calleja se niega debido a la falta de solvencia económica y la prioridad en la dotación de armas al ejército, lo más que hace es exhortar a los contribuyentes a que den a la Academia los fondos correspondientes. En este tenor se mantiene la escuela hasta noviembre de 1818 cuando una vez más solicitan el apoyo del virrey a sabiendas que poco o nada podrá hacer para cambiar la situación. Entre 1818 y 1820 la Academia tuvo que defenderse de la Casa de Moneda quien exigía se le transfiriera la colección de camafeos traídos a Nueva España por Gerónimo Antonio Gil.

## Inauguración
La primera sede de la academia estuvo en el edificio que correspondió a la Casa de Moneda en donde se impartieron clases hasta el año de 1791, cuando se decidió cambiar la sede a un lugar cercano, destinándose el edificio que fuera del antiguo Hospital del Amor de Dios. En 1858, el arquitecto italiano Javier Cavallari renovó la antigua construcción basándose en modelos del gusto renacentista, es decir, utilizando en la fachada el almohadillado, ventanas adoveladas y medallones.
En 1910, con motivo del Centenario de la Independencia de México, el gobierno de Italia regaló a México una réplica en bronce del San Jorge de Donatello, el cual fue instalado en un nicho en la esquina de Academia y Moneda. Dicha escultura fue dañada en 2005 por comerciantes ambulantes, quienes al colgar sus puestos usaban la propia escultura, propiciando que la cabeza fuera desprendida. Luego de su restauración fue resguardada en la biblioteca de la academia y una réplica adicional colocada en su lugar. En 1912 el arquitecto Antonio Rivas Mercado diseñó la bóveda de hierro y cristal que cubre el patio.
Durante la época de la Revolución Mexicana la Academia cerró por tres años y fue reabierta como Escuela Nacional de Bellas Artes incorporada a la Universidad Nacional de México.
En 1929, cuando a la Universidad Nacional de México recibió su autonomía la Academia se dividió en Escuela Nacional de Arquitectura y Escuela Central de Artes Plásticas y en 1933 esta última cambió de nombre a Escuela Nacional de Artes Plásticas.

## Arquitectura y distribución
El edificio que ocupa actualmente la Academia de San Carlos se remonta al siglo XVI ya que se instaura en la sede del Real Hospital del Amor de Dios y ante la falta de fondos para construir un edificio debido a la orden de Carlos III se decidió trasladar a este lugar la Academia de San Carlos en 1791. En el año de 1852 Javier Cavallari dirige el proyecto de restauración del edificio que se caracteriza por ser  de estilo renacentista italiano, se realiza el almohadillado del primer cuerpo de la fachada y se colocan 6 medallones con los rostros de Jerónimo Antonio Gil, Carlos III, José Bernardo Couto (benefactor de la Academia), Manuel Tolsá, Miguel Ángel y Rafael. Sin embargo, para la protección del inmueble se terminó de construir en 1913 un domo de hierro y vidrio prefabricado estilo art-nouveau. Su instalación estuvo a cargo de los arquitectos Manuel y Carlos Ituarte, durante el periodo de director de Manuel Gorozpe, sucesor de Antonio Rivas Mercado.

## La Academia de San Carlos y la Universidad Nacional Autónoma de México
La Universidad Nacional se inauguró en septiembre de 1910, aglutinando siete escuelas de estudios superiores, entre ellas la Escuela Nacional de Bellas Artes, nombre que tenía entonces la Academia de San Carlos. Sin embargo para el proyecto inicial de la Universidad Nacional se incluyó únicamente la sección de Arquitectura, dejando a un lado a las de Pintura y Escultura.
Durante el gobierno de Venustiano Carranza en 1917, se propuso que la Universidad Nacional de México (UNM) pudiera ocupar la mayoría de las atribuciones de la educación superior, y fue así como se le incorporaron varias instituciones como la Biblioteca y la Hemeroteca nacionales, el Observatorio Astronómico Nacional, el jardín botánico y las Escuelas de Arte, entre ellas la Escuela de Pintura y Escultura de San Carlos, así como la Escuela de Pintura al Aire Libre.
En 1929, la Universidad obtuvo su autonomía con lo que se pudo hacer la separación "oficial" de ambas escuelas: la de Arquitectura y la de Pintura y Escultura, esta última tomaría entonces el nombre de Escuela Central de Artes Plásticas y, posteriormente en 1933 Escuela Nacional de Artes Plásticas.
Hacia los años 1953-1954 la Escuela Nacional de Arquitectura se mudaría a la recién inaugurada Ciudad Universitaria, al sur de la Ciudad de México, dejando Escuela Nacional de Artes Plásticas en el edificio de la Academia de San Carlos hasta el año de 1979 en que esta se mudaría también, en esta ocasión a la delegación Xochimilco, también al sur de la ciudad, quedando el recinto de San Carlos únicamente la división de Posgrado y funcionando también como museo.

## En la actualidad
Cuenta con extensión y difusión cultural. Ofrece cursos, conferencias, simposios, coloquios, ferias de libro, danza, música, performances y exposiciones. Además, permanecen ahí su archivo, biblioteca y colecciones. Uno de los atributos históricos de la Facultad de Artes y Diseño es que ha confirmado su vocación de producir, adquirir, conservar y difundir bienes artísticos. Al ser una academia de artes sus funciones se dividen en dos: 1)La semana de Dibujo Experimental que se caracteriza por ser una serie de talleres donde se explora el dibujo de manera creativa 2) Preservar, catalogar y restaurar colecciones

## Exposiciones virtuales
Es importante mencionar que ha sido un museo que se ha trasladado a la virtualidad que se caracteriza por ser "Exposiciones en 3D" y "VTOURS 360" que presentan obras, objetos e información de cada uno de los elementos presentados en el museo, creada por estudiantes y profesores de la Facultad de Artes y Diseño de la UNAM (FAD). Esto muestra una adaptación constante del museo para difundir sus propuestas museísticas. Es importante mencionar que dicha pltaforma también se establece como un repositorio que muestras las exposiciones anteriores y actuales.

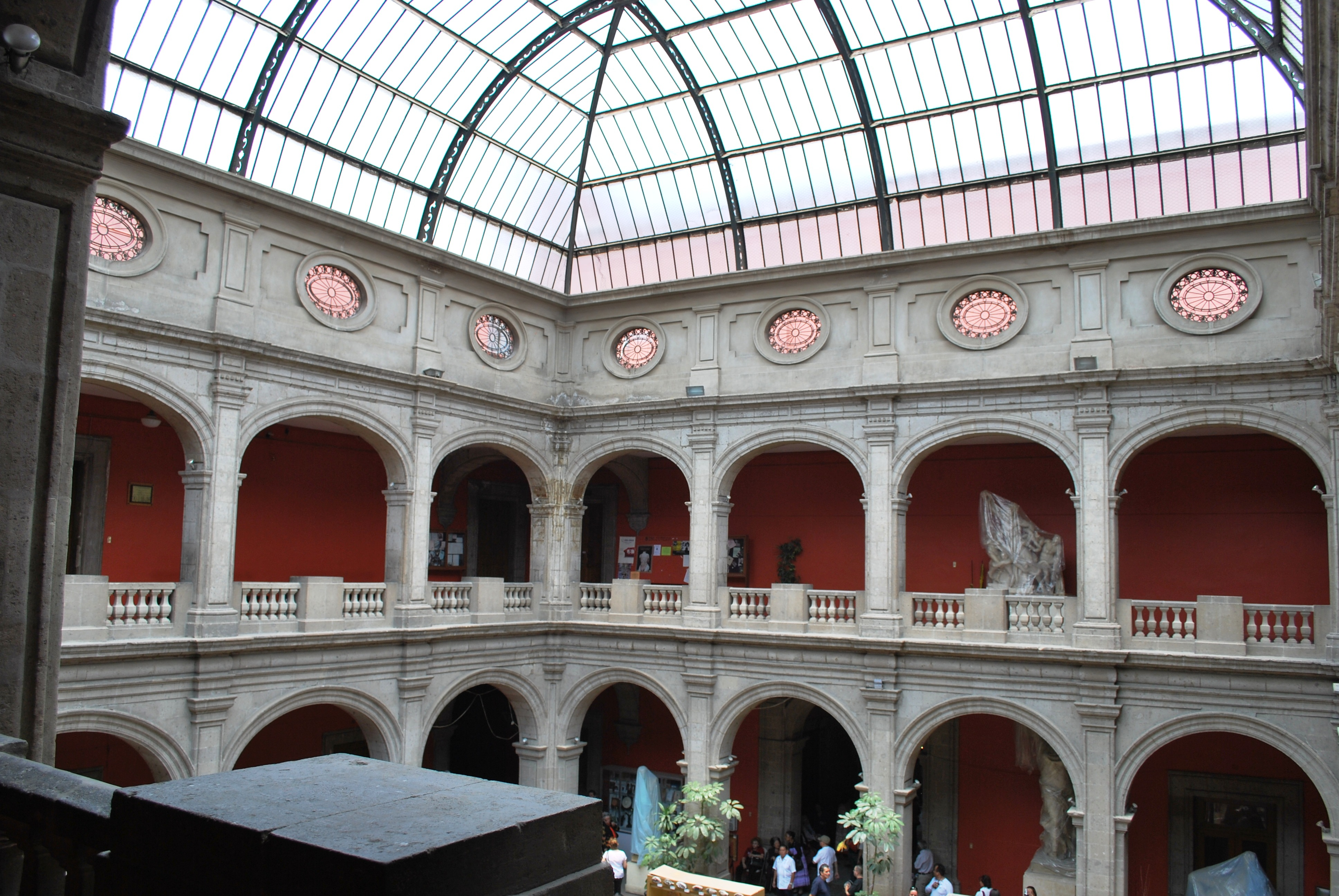
Detalle del patio interior, remozado en el por Cavallari.

## Colección y obras de arte
La Academia de San Carlos cuenta con más de 64 mil piezas en su acervos, las cuales se dividen en:
1. Estampa: conformada por más de 15 mil piezas las cuales consideraba a los modelos grecorromanos como el canon de belleza a seguir.
2. Dibujo: compuesta por más de 10 mil piezas que abarcan desde los inicios de la Antigua Academia de San Carlos en el siglo XVIII hasta finales del siglo XX.
3. Numanística: el origen de esta colección se remonta a 1778 cuando Jerónimo Antonio Gil, nombrado por el rey Carlos III Grabador mayor de la Real Casa de Moneda de la Nueva España.
4. Escultura:se integra por reproducciones vaciadas en yeso de distintos periodos estilísticos y se constituyó desde finales del siglo XVIII hasta la primera mitad del siglo XX.
5. Expresiones alternativas: conformado por más de 500 piezas.
6. Fotografía: consta de aproximadamente 10 mil piezas.[19]